# Nysa Kłodzka
La Nysa Kłodzka (in tedesco Glatzer Neiße e in ceco Kladská Nisa) è un fiume della Polonia sudoccidentale che nasce dai monti Sudeti, presso Międzylesie, poco lontano dal confine ceco: bagna le città di Kłodzko e Nysa e, dopo un percorso di 182 km, confluisce nell'Oder (Odra) a sudest di Brzeg.
La presenza dell'aggettivo "Kłodzka" è dovuta alla necessità di distinguere questo corso d'acqua dal fiume Neiße (in polacco Nysa Łużycka), che scorre in Lusazia e che prende il nome dalla città ora polacca di Łużyce.
Ha un bacino idrografico di 4.565 km².